# Grekland i olympiska sommarspelen 2004
Grekland stod som värd de olympiska sommarspelen 2004 i Aten med en trupp bestående av 441 deltagare. Totalt vann de sexton medaljer och slutade på femtonde plats i medaljligan.

## Medaljer

### Guld
- Faní Halkiá - Friidrott, 400 m häck
- Athanasía Tsoumeléka - Friidrott, 20 km gång
- Dimosthenis Tampakos - Gymnastik, ringar
- Ilias Iliadis - Judo, 81 kg
- Sofia Bekatorou och Aimilia Tsoulfa - Segling, 470
- Thomas Bimis och Nikolaos Siranidis - Simhopp, synkroniserad 3 meter

### Silver
- Anastasia Kelesidou - Friidrott, diskuskastning
- Hrysopiyí Devetzí - Friidrott, tresteg
- Nikolaos Kaklamanakis - Segling, mistral
- Alexandros Nikolaidis - Taekwondo, +80 kg
- Elisavet Mystakidou - Taekwondo, 67 kg
- Vattenpololandslaget damer (Georgia Ellinaki, Dimitra Asilian, Antiopi Melidoni, Angeliki Karapataki, Kyriaki Liosi, Stavroula Kozompoli, Aikaterini Oikonomopoulou, Antigoni Roumpesi, Evangelia Moraitidou, Eftychia Karagianni, Georgia Lara, Antonia Moraiti och Anthoula Mylonaki)

### Brons
- Artiom Kiouregkian - Brottning, grekisk-romersk stil, 55 kg
- Mirela Manjani - Friidrott, spjutkastning
- Vasileios Polymeros och Nikolaos Skiathitis - Rodd, dubbelsculler lättvikt
- Pyrros Dimas - Tyngdlyftning, 85 kg

## Badminton
| Idrottare                     | Gren       | Sextondelsfinaler            | Åttondelsfinaler     | Kvartsfinaler        | Semifinaler          | Final                | Final            |
| Idrottare                     | Gren       | Motståndare Resultat         | Motståndare Resultat | Motståndare Resultat | Motståndare Resultat | Motståndare Resultat | Placering        |
| ----------------------------- | ---------- | ---------------------------- | -------------------- | -------------------- | -------------------- | -------------------- | ---------------- |
| George Patis Theodoros Velkos | Herrdubbel | Chan/Chew (MAS) L 1–15, 4–15 | Gick inte vidare     | Gick inte vidare     | Gick inte vidare     | Gick inte vidare     | Gick inte vidare |

## Baseboll
Rankningsrunda
I gruppspelet mötte alla lag varandra och de fyra bästa lagen (Japan, Kuba, Kanada och Australien) gick vidare. 
| Nation        | Segrar | Förluster | Tiebreaker |
| ------------- | ------ | --------- | ---------- |
| Japan         | 6      | 1         | 1-0        |
| Kuba          | 6      | 1         | 0-1        |
| Kanada        | 5      | 2         |            |
| Australien    | 4      | 3         |            |
| Kina-Taipei   | 3      | 4         |            |
| Nederländerna | 2      | 5         |            |
| Grekland      | 1      | 6         | 1-0        |
| Italien       | 1      | 6         | 0-1        |

## Basket
Herrar
Gruppspel
| Lag         | Vinster | Förluster | Poäng | Första Tiebreaker Särskiljning av lika lag | Andra Tiebreaker Målgenomsnitt för lika lag |
| ----------- | ------- | --------- | ----- | ------------------------------------------ | ------------------------------------------- |
| Litauen     | 5       | 0         | 10    |                                            |                                             |
| Grekland    | 3       | 2         | 8     | 1-1                                        | 1.12                                        |
| Puerto Rico | 3       | 2         | 8     | 1-1                                        | 0.98                                        |
| USA         | 3       | 2         | 8     | 1-1                                        | 0.92                                        |
| Australien  | 1       | 4         | 6     |                                            |                                             |
| Angola      | 0       | 5         | 5     |                                            |                                             |

| 15 augusti 22:15 |                                                              | Grekland | 76–54                                                              | Australien |  | Helliniko Indoor Arena, Aten Domare: Pablo Estevez (Argentina) José Ronfini (Mexiko) |
| 15 augusti 22:15 | Resultat efter kvart: 23–18, 12–15, 24–18, 17–3              |          |                                                                    |            |  | Helliniko Indoor Arena, Aten Domare: Pablo Estevez (Argentina) José Ronfini (Mexiko) |
| 15 augusti 22:15 | Pts: Papadopoulos 21 Rebs: Papadopoulos 9 Asts: Papaloukas 4 |          | Pts: Heal, Maher 12 var Rebs: Nielsen 6 Asts: Andersen, Heal 1 var |            |  | Helliniko Indoor Arena, Aten Domare: Pablo Estevez (Argentina) José Ronfini (Mexiko) |

| 17 augusti 22:15 |                                                  | USA | 77–71                                                  | Grekland |  | Helliniko Indoor Arena, Aten Domare: Reynaldo Sanchez (Dominikanska republiken) Vicente Bulto (Spanien) |
| 17 augusti 22:15 | Resultat efter kvart: 18–17, 19–14, 20–22, 20–18 |     |                                                        |          |  | Helliniko Indoor Arena, Aten Domare: Reynaldo Sanchez (Dominikanska republiken) Vicente Bulto (Spanien) |
| 17 augusti 22:15 | Pts: Iverson 17 Rebs: Duncan 9 Asts: Marbury 6   |     | Pts: Fotsis 22 Rebs: Papadopoulos 7 Asts: Papaloukas 6 |          |  | Helliniko Indoor Arena, Aten Domare: Reynaldo Sanchez (Dominikanska republiken) Vicente Bulto (Spanien) |

| 19 augusti 22:15 |                                                       | Grekland | 76–98                                                                  | Litauen |  | Helliniko Indoor Arena, Aten Domare: Renato Santos (Brasilien) Pablo Estevez (Argentina) |
| 19 augusti 22:15 | Resultat efter kvart: 10–28, 15–26, 19–22, 32–22      |          |                                                                        |         |  | Helliniko Indoor Arena, Aten Domare: Renato Santos (Brasilien) Pablo Estevez (Argentina) |
| 19 augusti 22:15 | Pts: Zisis 18 Rebs: Papanikolaou 7 Asts: Papaloukas 3 |          | Pts: Šiškauskas 25 Rebs: Javtokas, Songaila 5 var Asts: Jasikevičius 8 |         |  | Helliniko Indoor Arena, Aten Domare: Renato Santos (Brasilien) Pablo Estevez (Argentina) |

| 21 augusti 22:15 |                                                     | Angola | 56–88                                                                   | Grekland |  | Helliniko Indoor Arena, Aten Domare: Mike Homsy (Kanada) Alejandro Chiti (Argentina) |
| 21 augusti 22:15 | Resultat efter kvart: 15–23, 10–20, 10–24, 21–21    |        |                                                                         |          |  | Helliniko Indoor Arena, Aten Domare: Mike Homsy (Kanada) Alejandro Chiti (Argentina) |
| 21 augusti 22:15 | Pts: Costa 12 Rebs: Costa 5 Asts: 5 players, 1 each |        | Pts: Dikoudis 15 Rebs: Dikoudis, Papadopoulos 8 var Asts: Diamantidis 3 |          |  | Helliniko Indoor Arena, Aten Domare: Mike Homsy (Kanada) Alejandro Chiti (Argentina) |

| 23 augusti 22:15 |                                                       | Grekland | 78–58                                        | Puerto Rico |  | Helliniko Indoor Arena, Aten Domare: José Ronfini (Mexiko) Scott Buttler (Australien) |
| 23 augusti 22:15 | Resultat efter kvart: 20–22, 20–6, 16–18, 22–12       |          |                                              |             |  | Helliniko Indoor Arena, Aten Domare: José Ronfini (Mexiko) Scott Buttler (Australien) |
| 23 augusti 22:15 | Pts: Kakiouzis 16 Rebs: Dikoudis 8 Asts: Papaloukas 4 |          | Pts: Ayuso 11 Rebs: Fajardo 9 Asts: Arroyo 4 |             |  | Helliniko Indoor Arena, Aten Domare: José Ronfini (Mexiko) Scott Buttler (Australien) |

Slutspel
|  | Kvartsfinaler | Kvartsfinaler |               |      | Semifinaler | Semifinaler |           |            | Final      | Final |
|  | 0             | 0             | 0             | 0    | 0           | 0           | 0         | 0          | 0          | 0     |
|  |               |               | 0             | 0    |             |             | 0         | 0          |            |       |
|  |               |               | 0             | 0    |             |             | 0         | 0          |            |       |
|  | 0 Spanien     | 094           | 0             | 0    |             |             | 0         | 0          |            |       |
|  | 0 Spanien     | 094           | 0             | 0    |             |             | 0         | 0          |            |       |
|  | 0 USA         | 0102          | 0             | 0    |             |             | 0         | 0          |            |       |
|  | 0 USA         | 0102          | 0             | 0    | 0 USA       | 081         | 0         | 0          |            |       |
|  |               |               | 0             | 0    | 0 USA       | 081         | 0         | 0          |            |       |
|  | 0             | 0 Argentina   | 0             | 089  | 0           |             |           | 0          |            |       |
|  | 0             | 0 Argentina   | 0             | 089  | 0           | 0 Argentina | 069       | 0          |            |       |
|  | 0             |               |               |      |             | 0 Argentina | 069       | 0          |            |       |
|  | 0             | 0 Grekland    | 064           | 0    |             |             |           | 0          |            |       |
|  | 0             | 0 Grekland    | 064           | 0    | 0 Argentina | 084         |           | 0          |            |       |
|  | 0             |               |               | 0    | 0 Argentina | 084         |           | 0          |            |       |
|  | 0             | 0             | 0 Italien     | 0    | 069         |             |           |            |            |       |
|  | 0             | 0             | 0 Italien     | 0    | 069         | 0 Litauen   | 095       |            |            |       |
|  | 0             | 0             |               |      |             |             | 095       |            |            |       |
|  | 0             | 0             | 0 Kina        | 075  | 0           |             |           |            |            |       |
|  | 0             | 0             | 0 Kina        | 075  | 0           | 0 Litauen   | 091       | Bronsmatch | Bronsmatch |       |
|  | 0             | 0             |               |      | 0           | 0 Litauen   | 091       | Bronsmatch | Bronsmatch |       |
|  | 0             | 0             | 0 Italien     | 0100 | 0           | 0           |           |            |            |       |
|  | 0             | 0             | 0 Italien     | 0100 | 0           | 0           | 0 Italien | 083        | 0 USA      | 0104  |
|  | 0             | 0             |               |      | 0           | 0           | 0 Italien | 083        | 0 USA      | 0104  |
|  | 0             | 0             | 0 Puerto Rico | 070  | 0           | 0           | 0 Litauen | 096        |            |       |
|  | 0             | 0             | 0 Puerto Rico | 070  | 0           | 0           | 0 Litauen | 096        |            |       |
|  |               |               |               |      |             |             |           |            |            |       |
|  |               |               |               |      |             |             |           |            |            |       |

Damer
Gruppspel
| Lag        | Vinster | Förluster | Poäng | Första Tiebreaker Särskiljning av lika lag |
| ---------- | ------- | --------- | ----- | ------------------------------------------ |
| Australien | 5       | 0         | 10    |                                            |
| Ryssland   | 4       | 1         | 9     |                                            |
| Brasilien  | 3       | 2         | 8     |                                            |
| Grekland   | 2       | 3         | 7     |                                            |
| Japan      | 1       | 4         | 6     |                                            |
| Nigeria    | 0       | 5         | 5     | 0-1                                        |

| 14 augusti 20:00 |                                                                   | Grekland | 62–69                                                              | Ryssland |  | Olympic Indoor Hall, Aten Domare: Sean Corbin (USA) Alejandro Chiti (Argentina) |
| 14 augusti 20:00 | Resultat efter kvart: 16–12, 18–19, 9–25, 19–13                   |          |                                                                    |          |  | Olympic Indoor Hall, Aten Domare: Sean Corbin (USA) Alejandro Chiti (Argentina) |
| 14 augusti 20:00 | Pts: Kostaki 17 Rebs: Kligkopoulou, Samoroukova 7 Asts: Kostaki 5 |          | Pts: Baranova 16 Rebs: Baranova 12 Asts: Archipova, Rachmatulina 2 |          |  | Olympic Indoor Hall, Aten Domare: Sean Corbin (USA) Alejandro Chiti (Argentina) |

| 16 augusti 20:00 |                                                     | Brasilien | 87–75                                          | Grekland |  | Helliniko Indoor Arena, Aten Domare: Jorge Vazquez (Puerto Rico) Philippe Leemann (Schweiz) |
| 16 augusti 20:00 | Resultat efter kvart: 27–19, 23–24, 14–21, 23–11    |           |                                                |          |  | Helliniko Indoor Arena, Aten Domare: Jorge Vazquez (Puerto Rico) Philippe Leemann (Schweiz) |
| 16 augusti 20:00 | Pts: Luz 18 Rebs: Oliveira 11 Asts: Three players 2 |           | Pts: Maltsi 26 Rebs: Maltsi 10 Asts: Kostaki 7 |          |  | Helliniko Indoor Arena, Aten Domare: Jorge Vazquez (Puerto Rico) Philippe Leemann (Schweiz) |

| 18 augusti 16:45 |                                                          | Grekland | 83–68                                                 | Nigeria |  | Helliniko Indoor Arena, Aten Domare: Scott Butler (Australien) Nancy Ethier (Kanada) |
| 18 augusti 16:45 | Resultat efter kvart: 30–15, 15–14, 20–15, 18–24         |          |                                                       |         |  | Helliniko Indoor Arena, Aten Domare: Scott Butler (Australien) Nancy Ethier (Kanada) |
| 18 augusti 16:45 | Pts: Kostaki 25 Rebs: Maltsi, Saregkou 8 Asts: Kostaki 4 |          | Pts: Udoka 28 Rebs: Udoka 18 Asts: Amachree, Iyorhe 1 |         |  | Helliniko Indoor Arena, Aten Domare: Scott Butler (Australien) Nancy Ethier (Kanada) |

| 20 augusti 20:00 |                                                   | Australien | 77–40                                          | Grekland |  | Helliniko Indoor Arena, Aten Domare: Virginijus Dovidavicius (Litauen) Giampaolo Cicoria (Italien) |
| 20 augusti 20:00 | Resultat efter kvart: 18–13, 21–8, 20–9, 18–10    |            |                                                |          |  | Helliniko Indoor Arena, Aten Domare: Virginijus Dovidavicius (Litauen) Giampaolo Cicoria (Italien) |
| 20 augusti 20:00 | Pts: Jackson 20 Rebs: Jackson 12 Asts: Batkovic 2 |            | Pts: Maltsi 9 Rebs: Maltsi 10 Asts: Saregkou 3 |          |  | Helliniko Indoor Arena, Aten Domare: Virginijus Dovidavicius (Litauen) Giampaolo Cicoria (Italien) |

| 22 augusti 16:45 |                                                  | Grekland | 93–91                                    | Japan |  | Helliniko Indoor Arena, Aten Domare: Chantal Julien (Frankrike) Michael Aylen (Australien) |
| 22 augusti 16:45 | Resultat efter kvart: 27–15, 20–26, 16–22, 30–28 |          |                                          |       |  | Helliniko Indoor Arena, Aten Domare: Chantal Julien (Frankrike) Michael Aylen (Australien) |
| 22 augusti 16:45 | Pts: Maltsi 33 Rebs: Maltsi 11 Asts: Kalentzou 3 |          | Pts: Yano 28 Rebs: Kusuda 5 Asts: Kusuda |       |  | Helliniko Indoor Arena, Aten Domare: Chantal Julien (Frankrike) Michael Aylen (Australien) |

Slutspel
|  | Kvartsfinaler | Kvartsfinaler |            |     | Semifinaler  | Semifinaler |            |            | Final       | Final |
|  | 0             | 0             | 0          | 0   | 0            | 0           | 0          | 0          | 0           | 0     |
|  |               |               | 0          | 0   |              |             | 0          | 0          |             |       |
|  |               |               | 0          | 0   |              |             | 0          | 0          |             |       |
|  | 0 Australien  | 094           | 0          | 0   |              |             | 0          | 0          |             |       |
|  | 0 Australien  | 094           | 0          | 0   |              |             | 0          | 0          |             |       |
|  | 0 Nya Zeeland | 055           | 0          | 0   |              |             | 0          | 0          |             |       |
|  | 0 Nya Zeeland | 055           | 0          | 0   | 0 Australien | 088         | 0          | 0          |             |       |
|  |               |               | 0          | 0   | 0 Australien | 088         | 0          | 0          |             |       |
|  | 0             | 0 Brasilien   | 0          | 075 | 0            |             |            | 0          |             |       |
|  | 0             | 0 Brasilien   | 0          | 075 | 0            | 0 Brasilien | 067        | 0          |             |       |
|  | 0             |               |            |     |              | 0 Brasilien | 067        | 0          |             |       |
|  | 0             | 0 Spanien     | 064        | 0   |              |             |            | 0          |             |       |
|  | 0             | 0 Spanien     | 064        | 0   | 0 Australien | 063         |            | 0          |             |       |
|  | 0             |               |            | 0   | 0 Australien | 063         |            | 0          |             |       |
|  | 0             | 0             | 0 USA      | 0   | 074          |             |            |            |             |       |
|  | 0             | 0             | 0 USA      | 0   | 074          | 0 USA       | 0100       |            |             |       |
|  | 0             | 0             |            |     |              |             | 0100       |            |             |       |
|  | 0             | 0             | 0 Grekland | 072 | 0            |             |            |            |             |       |
|  | 0             | 0             | 0 Grekland | 072 | 0            | 0 USA       | 066        | Bronsmatch | Bronsmatch  |       |
|  | 0             | 0             |            |     | 0            | 0 USA       | 066        | Bronsmatch | Bronsmatch  |       |
|  | 0             | 0             | 0 Ryssland | 062 | 0            | 0           |            |            |             |       |
|  | 0             | 0             | 0 Ryssland | 062 | 0            | 0           | 0 Ryssland | 070        | 0 Brasilien | 062   |
|  | 0             | 0             |            |     | 0            | 0           | 0 Ryssland | 070        | 0 Brasilien | 062   |
|  | 0             | 0             | 0 Tjeckien | 049 | 0            | 0           | 0 Ryssland | 071        |             |       |
|  | 0             | 0             | 0 Tjeckien | 049 | 0            | 0           | 0 Ryssland | 071        |             |       |
|  |               |               |            |     |              |             |            |            |             |       |
|  |               |               |            |     |              |             |            |            |             |       |

## Bordtennis
| Idrottare                           | Gren       | Omgång 1               | Omgång 2                             | Omgång 3                | Omgång 4             | Kvartsfinaler        | Semifinaler          | Final                |                  |
| Idrottare                           | Gren       | Motståndare Resultat   | Motståndare Resultat                 | Motståndare Resultat    | Motståndare Resultat | Motståndare Resultat | Motståndare Resultat | Motståndare Resultat |                  |
| ----------------------------------- | ---------- | ---------------------- | ------------------------------------ | ----------------------- | -------------------- | -------------------- | -------------------- | -------------------- | ---------------- |
| Archontoula Volakaki                | Damsingel  | Kravchenko (ISR) L 0–4 | Gick inte vidare                     | Gick inte vidare        | Gick inte vidare     | Gick inte vidare     | Gick inte vidare     | Gick inte vidare     | Gick inte vidare |
| Maria Mirou Archontoula Volakaki    | Damdubbel  | i.u.                   | Stefanova/Tan Monfardini (ITA) L 1–4 | Gick inte vidare        | Gick inte vidare     | Gick inte vidare     | Gick inte vidare     | Gick inte vidare     | Gick inte vidare |
| Panagiotis Gionis                   | Herrsingel | He (ESP) L 1–4         | Gick inte vidare                     | Gick inte vidare        | Gick inte vidare     | Gick inte vidare     | Gick inte vidare     | Gick inte vidare     | Gick inte vidare |
| Kalinikos Kreanga                   | Herrsingel | BYE                    | BYE                                  | Persson (SWE) L 0–4     | Gick inte vidare     | Gick inte vidare     | Gick inte vidare     | Gick inte vidare     | Gick inte vidare |
| Panagiotis Gionis Kalinikos Kreanga | Herrdubbel | i.u.                   | Gonzales/Tabachnik (ARG) W 4–1       | Kito/Tasaki (JPN) L 3–4 | Gick inte vidare     | Gick inte vidare     | Gick inte vidare     | Gick inte vidare     | Gick inte vidare |

## Boxning
| Idrottare           | Gren            | Sextondelsfinaler         | Åttondelsfinaler          | Kvartsfinaler        | Semifinaler          | Final                | Final            |
| Idrottare           | Gren            | Motståndare Resultat      | Motståndare Resultat      | Motståndare Resultat | Motståndare Resultat | Motståndare Resultat | Placering        |
| ------------------- | --------------- | ------------------------- | ------------------------- | -------------------- | -------------------- | -------------------- | ---------------- |
| Marios Kaperonis    | Lättvikt        | Khan (GBR) L RSC          | Gick inte vidare          | Gick inte vidare     | Gick inte vidare     | Gick inte vidare     | Gick inte vidare |
| Spyridon Ioannidis  | Lätt weltervikt | Boonjumnong (THA) L 16–28 | Gick inte vidare          | Gick inte vidare     | Gick inte vidare     | Gick inte vidare     | Gick inte vidare |
| Theodoros Kotakos   | Weltervikt      | Aragón (CUB) L RSC        | Gick inte vidare          | Gick inte vidare     | Gick inte vidare     | Gick inte vidare     | Gick inte vidare |
| Georgios Gazis      | Mellanvikt      | Taghiyev (AZE) L 31–32    | Gick inte vidare          | Gick inte vidare     | Gick inte vidare     | Gick inte vidare     | Gick inte vidare |
| Elias Pavlidis      | Lätt tungvikt   | Mabika (GAB) W 32–17      | Ismailov (AZE) W 31–16    | El Shamy (EGY) L RSC | Gick inte vidare     | Gick inte vidare     | Gick inte vidare |
| Spyridon Kladouchas | Tungvikt        | i.u.                      | Äläkbärov (AZE) L 14 – 18 | Gick inte vidare     | Gick inte vidare     | Gick inte vidare     | Gick inte vidare |

## Brottning
Damernas fristil
| Idrottare           | Gren  | Första omgången                                                        | Första omgången | Semifinaler                         | Final                           | Final            |
| Idrottare           | Gren  | Motståndare Resultat                                                   | Pl.             | Motståndare Resultat                | Motståndare Resultat            | Pl.              |
| ------------------- | ----- | ---------------------------------------------------------------------- | --------------- | ----------------------------------- | ------------------------------- | ---------------- |
| Fani Psatha         | 48 kg | Pool 3 Merleni (UKR) L 0–10 Karamchakova (TJK) L 3–5 Louati (TUN) W TO | 3               | Gick inte vidare                    | Gick inte vidare                | Gick inte vidare |
| Sofia Poumpouridou  | 55 kg | Pool 4 Gomis (FRA) L 2–3 Lee (KOR) L 0–10                              | 3               | Gick inte vidare                    | Gick inte vidare                | Gick inte vidare |
| Stavroula Zygouri   | 63 kg | Pool 1 Gross (GER) W 4–1 Eriksson (SWE) W 5–3                          | 1 Q             | McMann (USA) L 0–4                  | Bronsmatch Legrand (FRA) L 2–10 | 4                |
| Maria Louiza Vryoni | 72 kg | Pool 2 Sayenko (UKR) L 1–7 Burmaa (MGL) W 4–3                          | 2               | 5-8:e semifinal Schätzle (GER) L TO | Gick inte vidare                | Gick inte vidare |

Herrarnas fristil
| Idrottare           | Gren   | Första omgången                                               | Första omgången | Kvartsfinaler        | Semifinaler          | Final                            | Final            |
| Idrottare           | Gren   | Motståndare Resultat                                          | Pl.             | Motståndare Resultat | Motståndare Resultat | Motståndare Resultat             | Pl.              |
| ------------------- | ------ | ------------------------------------------------------------- | --------------- | -------------------- | -------------------- | -------------------------------- | ---------------- |
| Amiran Kardanof     | 55 kg  | Pool 7 O (PRK) W 4–3 Doğan (TUR) W 10–0 Berberyan (ARM) W 3–2 | 1 Q             | BYE                  | Batirov (RUS) L 1–7  | Bronsmatch Tanabe (JPN) L 0–7    | 4                |
| Besik Aslanasvili   | 60 kg  | Pool 5 Prizreni (ALB) W 5–2 Mostafa-Jokar (IRI) L 2–3         | 2               | Gick inte vidare     | Gick inte vidare     | Gick inte vidare                 | Gick inte vidare |
| Apostolos Taskoudis | 66 kg  | Pool 3 Kumar (IND) W 10–8 Hovhannisyan (ARM) L 6–12           | 1 Q             | Tedejev (UKR) L 2–6  | Gick inte vidare     | Femte plats Ikematsu (JPN) L 4–6 | 6                |
| Emzarios Bentinidis | 74 kg  | Pool 6 Ritter (HUN) W 5–1 Saitiev (RUS) L 1–6                 | 2               | Gick inte vidare     | Gick inte vidare     | Gick inte vidare                 | Gick inte vidare |
| Lazaros Loizidis    | 84 kg  | Pool 3 Mindorashvili (GEO) W 3–1 Aka-Akesse (FRA) W 3–0       | 1 Q             | Romero (CUB) L 1–3   | Gick inte vidare     | Femte plats Khodaei (IRI) L 0-3  | 6                |
| Alexandros Laliotis | 96 kg  | Pool 1 Wang (CHN) W 3–2 Pecha (SVK) L 1–4                     | 3               | Gick inte vidare     | Gick inte vidare     | Gick inte vidare                 | Gick inte vidare |
| Nestoras Batzelas   | 120 kg | Pool 3 Rodríguez (CUB) L 0–10 Priadun (UKR) W 5–0             | 2               | Gick inte vidare     | Gick inte vidare     | Gick inte vidare                 | Gick inte vidare |

Grekisk-romersk
| Idrottare              | Gren   | Första omgången                                                           | Första omgången | Kvartsfinaler        | Semifinaler             | Final                             | Final            |
| Idrottare              | Gren   | Motståndare Resultat                                                      | Pl.             | Motståndare Resultat | Motståndare Resultat    | Motståndare Resultat              | Pl.              |
| ---------------------- | ------ | ------------------------------------------------------------------------- | --------------- | -------------------- | ----------------------- | --------------------------------- | ---------------- |
| Artiom Kiouregkian     | 55 kg  | Pool 7 Nyblom (DEN) W 3–0 Sheng (CHN) W 8–0 Kalilov (KGZ) W 6–0           | 1 Q             | BYE                  | Mamedaliyev (RUS) L 2–7 | Bronsmatch Vakulenko (UKR) W 6–1  | 3                |
| Christos Gikas         | 60 kg  | Pool 7 Monzon (CUB) L 0–7 Tüfenk (TUR) L 0–5 Ashkani (IRI) L 1–6          | 4               | Gick inte vidare     | Gick inte vidare        | Gick inte vidare                  | Gick inte vidare |
| Konstantinos Arkoudeas | 66 kg  | Pool 6 Manukyan (KAZ) L 1–4 Zamanduridis (GER) W 3–2 Wood (USA) W 9–3     | 2               | Gick inte vidare     | Gick inte vidare        | Gick inte vidare                  | Gick inte vidare |
| Alexios Kolitsopoulos  | 74 kg  | Pool 6 Dokturashvili (UZB) L 4–8 Berzicza (HUN) L 0–3 Aslanov (AZE) W 3–1 | 3               | Gick inte vidare     | Gick inte vidare        | Gick inte vidare                  | Gick inte vidare |
| Dimitrios Avramis      | 84 kg  | Pool 3 Jamshidi (IRI) W 3–1 Aanes (NOR) W 5–1                             | 1 Q             | Misjin (RUS) L 2–5   | Gick inte vidare        | Femte plats Abdelfatah (EGY) W EV | 5                |
| Georgios Koutsioumpas  | 96 kg  | Pool 7 Gaber (EGY) L 6–11 Sitnik (POL) W 3–2 Mambetov (KAZ) W 4–0         | 2               | Gick inte vidare     | Gick inte vidare        | Gick inte vidare                  | Gick inte vidare |
| Xenofon Koutsioumpas   | 120 kg | Pool 5 Tsurtsumia (KAZ) L 1–3 Bengtsson (SWE) W 5–0 Giorgadze (GEO) W 4–0 | 2               | Gick inte vidare     | Gick inte vidare        | Gick inte vidare                  | Gick inte vidare |

## Bågskytte
Herrar
| Idrottare                                                      | Gren         | Rankningsomgång | Rankningsomgång | 32-delsfinaler              | Sextondelsfinaler    | Åttondelsfinaler     | Kvartsfinaler        | Semifinaler          | Final                | Final            |
| Idrottare                                                      | Gren         | Poäng           | Seed            | Motståndare Resultat        | Motståndare Resultat | Motståndare Resultat | Motståndare Resultat | Motståndare Resultat | Motståndare Resultat | Placering        |
| -------------------------------------------------------------- | ------------ | --------------- | --------------- | --------------------------- | -------------------- | -------------------- | -------------------- | -------------------- | -------------------- | ---------------- |
| Georgios Kalogiannidis                                         | Individuellt | 601             | 58              | Jang (KOR) L 131–162        | Gick inte vidare     | Gick inte vidare     | Gick inte vidare     | Gick inte vidare     | Gick inte vidare     | Gick inte vidare |
| Alexandros Karageorgiou                                        | Individuellt | 647             | 33              | Tsyrempilov (RUS) L 133–148 | Gick inte vidare     | Gick inte vidare     | Gick inte vidare     | Gick inte vidare     | Gick inte vidare     | Gick inte vidare |
| Apostolos Nanos                                                | Individuellt | 585             | 60              | Jang (KOR) L 131–162        | Gick inte vidare     | Gick inte vidare     | Gick inte vidare     | Gick inte vidare     | Gick inte vidare     | Gick inte vidare |
| Georgios Kalogiannidis Alexandros Karageorgiou Apostolos Nanos | Lagtävling   | 1833            | 13              | i.u.                        | i.u.                 | Ukraina L 225–243    | Gick inte vidare     | Gick inte vidare     | Gick inte vidare     | Gick inte vidare |

Damer
| Idrottare                                       | Gren         | Rankningsomgång | Rankningsomgång | 32-delsfinaler            | Sextondelsfinaler     | Åttondelsfinaler         | Kvartsfinaler        | Semifinaler          | Final                | Final            |
| Idrottare                                       | Gren         | Poäng           | Seed            | Motståndare Resultat      | Motståndare Resultat  | Motståndare Resultat     | Motståndare Resultat | Motståndare Resultat | Motståndare Resultat | Placering        |
| ----------------------------------------------- | ------------ | --------------- | --------------- | ------------------------- | --------------------- | ------------------------ | -------------------- | -------------------- | -------------------- | ---------------- |
| Evangelia Psarra                                | Individuellt | 652             | 8               | Galbraith (AUS) W 138–116 | Şatır (TUR) W 163–161 | Gallardo (ESP) W 160–152 | Park (KOR) L 101–111 | Gick inte vidare     | Gick inte vidare     | Gick inte vidare |
| Elpida Romantzi                                 | Individuellt | 624             | 34              | Schuh (FRA) W 151–143     | Lee (KOR) L 146–166   | Gick inte vidare         | Gick inte vidare     | Gick inte vidare     | Gick inte vidare     | Gick inte vidare |
| Fotini Vavatsi                                  | Individuellt | 609             | 51              | Berezhna (UKR) L 156–160  | Gick inte vidare      | Gick inte vidare         | Gick inte vidare     | Gick inte vidare     | Gick inte vidare     | Gick inte vidare |
| Evangelia Psarra Elpida Romantzi Fotini Vavatsi | Lagtävling   | 1885            | 8               | i.u.                      | i.u.                  | USA W 230–227            | Sydkorea L 232–244   | Gick inte vidare     | Gick inte vidare     | Gick inte vidare |

## Cykling

### Mountainbike
| Idrottare          | Gren                  | Tid     | Placering |
| ------------------ | --------------------- | ------- | --------- |
| Emmanouil Kotoulas | Herrarnas terränglopp | -3 varv | 45        |

### Bana
Herrar
| Georgios Cheimonetos Dimitrios Georgalis Labros Vasilopoulos | Herrarnas lagsprint | 44.986       | 8 Q          | 45.708       | 8            | Gick inte vidare | Gick inte vidare |
| Dimitrios Georgalis                                          | Herrarnas tempolopp | i.u.         | i.u.         | i.u.         | i.u.         | 1:04.204         | 15               |
| Labros Vasilopoulos                                          | Herrarnas keirin    | Omgång 1 2 Q | Omgång 1 2 Q | Omgång 2 REL | Omgång 2 REL | 7-12:e plats 3   | 9                |

Damer
| Kyriaki Konstantinidou | Damernas poänglopp | i.u. | i.u. | i.u. | i.u. | –18 Points | 16 |

## Fotboll
Herrar
| Nr          | Namn                     | Födelsedatum | Ålder     | Matcher   | Mål       | 10px      | 10px      | 10px      |
| Målvakter   | Målvakter                | Målvakter    | Målvakter | Målvakter | Målvakter | Målvakter | Målvakter | Målvakter |
| ----------- | ------------------------ | ------------ | --------- | --------- | --------- | --------- | --------- | --------- |
| 1           | Georgios Amparis         | 23.04.1982   | 22        | 2         | 0         | 0         | 0         | 0         |
| 18          | Kleopas Giannou          | 04.05.1982   | 22        | 1         | 0         | 0         | 0         | 0         |
| Försvarare  |                          |              |           |           |           |           |           |           |
| 8           | Konstantinos Nempegleras | 14.04.1975   | 29        | 3         | 0         | 1         | 0         | 0         |
| 16          | Loukas Vyntra            | 05.02.1981   | 23        | 3         | 0         | 1         | 0         | 0         |
| 4           | Vangelis Moras           | 26.08.1981   | 22        | 3         | 0         | 0         | 0         | 0         |
| 5           | Spyridon Vallas          | 26.08.1981   | 22        | 3         | 0         | 1         | 0         | 0         |
| 2           | Aristeidis Galanopoulos  | 29.09.1981   | 22        | 1         | 0         | 0         | 0         | 0         |
| 12          | Christos Karypidis       | 02.12.1982   | 21        | 0         | 0         | 0         | 0         | 0         |
| 3           | Panagiotis Lagos         | 18.07.1985   | 19        | 3         | 0         | 2         | 0         | 0         |
| Mittfältare |                          |              |           |           |           |           |           |           |
| 6           | Ieroklis Stoltidis       | 02.02.1975   | 29        | 3         | 1         | 0         | 0         | 0         |
| 15          | Miltiadis Sapanis        | 28.01.1976   | 28        | 3         | 0         | 0         | 0         | 0         |
| 17          | Ioannis Taralidis        | 17.05.1981   | 23        | 3         | 2         | 1         | 0         | 0         |
| 14          | Georgios Fotakis         | 29.10.1981   | 22        | 3         | 0         | 1         | 0         | 0         |
| 13          | Fanourios Goundoulakis   | 13.07.1983   | 21        | 0         | 0         | 0         | 0         | 0         |
| Anfallare   |                          |              |           |           |           |           |           |           |
| 7           | Anastasios Agritis       | 16.04.1981   | 23        | 2         | 0         | 0         | 0         | 0         |
| 21          | Dimosthenis Manousakis   | 19.04.1981   | 23        | 0         | 0         | 0         | 0         | 0         |
| 9           | Dimitrios Salpingidis    | 18.08.1981   | 22        | 3         | 0         | 0         | 0         | 0         |
| 11          | Dimitrios Papadopoulos   | 20.09.1981   | 22        | 3         | 1         | 1         | 0         | 0         |
| Coach       |                          |              |           |           |           |           |           |           |
|             | Efstratios Apostolakis   | 11.05.1964   | 40        |           |           |           |           |           |

Gruppspel
| Lag      | Pld | W | D | L | GF | GA | GD | Pts |
| -------- | --- | - | - | - | -- | -- | -- | --- |
| Mali     | 3   | 1 | 2 | 0 | 5  | 3  | +2 | 5   |
| Sydkorea | 3   | 1 | 2 | 0 | 6  | 5  | +1 | 5   |
| Mexiko   | 3   | 1 | 1 | 1 | 3  | 3  | 0  | 4   |
| Grekland | 3   | 0 | 1 | 2 | 4  | 7  | −3 | 1   |

|       | 11 augusti 2004 | Sydkorea | 2 – 2   | Grekland | Kaftanzoglio Stadium, Thessaloniki               |                                                  |
| 20:30 | 20:30           |          | Rapport |          | Publik: 25 152 Domare: Jorge Larrionda (Uruguay) | Publik: 25 152 Domare: Jorge Larrionda (Uruguay) |
| 20:30 | 20:30           |          |         |          | Publik: 25 152 Domare: Jorge Larrionda (Uruguay) | Publik: 25 152 Domare: Jorge Larrionda (Uruguay) |
| 20:30 | 20:30           |          |         |          | Publik: 25 152 Domare: Jorge Larrionda (Uruguay) | Publik: 25 152 Domare: Jorge Larrionda (Uruguay) |

|       | 14 augusti 2004 | Grekland | 0 – 2   | Mali | Kaftanzoglio Stadium, Thessaloniki              |                                                 |
| 20:30 | 20:30           |          | Rapport |      | Publik: 17 123 Domare: Carlos Torres (Paraguay) | Publik: 17 123 Domare: Carlos Torres (Paraguay) |
| 20:30 | 20:30           |          |         |      | Publik: 17 123 Domare: Carlos Torres (Paraguay) | Publik: 17 123 Domare: Carlos Torres (Paraguay) |
| 20:30 | 20:30           |          |         |      | Publik: 17 123 Domare: Carlos Torres (Paraguay) | Publik: 17 123 Domare: Carlos Torres (Paraguay) |

|       | 17 augusti 2004 | Grekland | 2 – 3   | Mexiko | Panthessaliko Stadium, Volos                  |                                               |
| 20:30 | 20:30           |          | Rapport |        | Publik: 21 597 Domare: Divine Evehe (Kamerun) | Publik: 21 597 Domare: Divine Evehe (Kamerun) |
| 20:30 | 20:30           |          |         |        | Publik: 21 597 Domare: Divine Evehe (Kamerun) | Publik: 21 597 Domare: Divine Evehe (Kamerun) |
| 20:30 | 20:30           |          |         |        | Publik: 21 597 Domare: Divine Evehe (Kamerun) | Publik: 21 597 Domare: Divine Evehe (Kamerun) |

Damer
| Nr          | Namn                    | Klubb 2004                | Födelsedatum      | Ålder     | Spelade   | Mål       | Y         | Y/R       | R         |
| Målvakter   | Målvakter               | Målvakter                 | Målvakter         | Målvakter | Målvakter | Målvakter | Målvakter | Målvakter | Målvakter |
| ----------- | ----------------------- | ------------------------- | ----------------- | --------- | --------- | --------- | --------- | --------- | --------- |
| 18          | Ileana Moschos          | California Storm          | 14 november 1976  | 27        | 1         | 0         | 0         | 0         | 0         |
| 1           | Maria Giatrakis         | University of Connecticut | 10 juni 1980      | 23        | 3         | 0         | 0         | 0         | 0         |
| Försvarare  |                         |                           |                   |           |           |           |           |           |           |
| 5           | Athanasia Pouridou      | G.S. Kavala '86           | 22 januari 1975   | 29        | 1         | 0         | 1         | 0         | 0         |
| 4           | Kalliopi Stratakis      | G.S. Ergotelis            | 12 september 1978 | 25        | 3         | 0         | 1         | 0         | 0         |
| 8           | Konstantina Katsaiti    | A.E. Aegina               | 17 maj 1980       | 24        | 3         | 0         | 0         | 0         | 0         |
| 16          | Eleni Benson            | Yale University           | 12 januari 1983   | 21        | 3         | 0         | 0         | 0         | 0         |
| 13          | Alexandra Kavvada       | Greater Boston            | 1 augusti 1983    | 21        | 1         | 0         | 0         | 0         | 0         |
| Mittfältare |                         |                           |                   |           |           |           |           |           |           |
| 2           | Angeliki Lagoumtzi      | G.S. Kavala '86           | 23 november 1982  | 21        | 3         | 0         | 0         | 0         | 0         |
| 3           | Sophia Smith            | Houston Stars             | 18 november 1978  | 25        | 3         | 0         | 0         | 0         | 0         |
| 6           | Eftichia Michailidou    | G.S. Kavala '86           | 20 september 1977 | 26        | 3         | 0         | 1         | 0         | 0         |
| 12          | Amalia Loseno           | Gonzaga University        | 12 januari 1981   | 23        | 3         | 0         | 0         | 0         | 0         |
| 15          | Tanya Kalyvas           | California Storm          | 26 augusti 1979   | 24        | 2         | 0         | 0         | 0         | 0         |
| 17          | Maria Lazarou           | PAOK FC                   | 30 september 1972 | 31        | 1         | 0         | 0         | 0         | 0         |
| 10          | Natalia Chatzigiannidou | M.E.A.O. Filiriakos       | 19 juni 1979      | 25        | 2         | 0         | 0         | 0         | 0         |
| Anfallare   |                         |                           |                   |           |           |           |           |           |           |
| 7           | Vasiliki Soupiadou      | A.E. Aegina               | 6 april 1978      | 26        | 3         | 0         | 0         | 0         | 0         |
| 9           | Angeliki Tefani         | Ifestos Peristeriou       | 8 juni 1982       | 22        | 1         | 0         | 0         | 0         | 0         |
| 11          | Dimitra Panteleiadou    | PAOK FC                   | 15 februari 1986  | 18        | 3         | 0         | 0         | 0         | 0         |
| 14          | Anastasia Papadopoulou  | G.S. Kavala '86           | 1 juli 1986       | 18        | 3         | 0         | 1         | 0         | 0         |
| Coach       |                         |                           |                   |           |           |           |           |           |           |
|             | Xanthi Konstantinidou   |                           | 2 januari 1961    | 43        |           |           |           |           |           |

Gruppspel
| Lag        | Pld | W | D | L | GF | GA | GD  | Pts |
| ---------- | --- | - | - | - | -- | -- | --- | --- |
| USA        | 3   | 2 | 1 | 0 | 6  | 1  | +5  | 7   |
| Brasilien  | 3   | 2 | 0 | 1 | 8  | 2  | +6  | 6   |
| Australien | 3   | 1 | 1 | 1 | 2  | 2  | 0   | 4   |
| Grekland   | 3   | 0 | 0 | 3 | 0  | 11 | −11 | 0   |

|  | 11 augusti 2004 18:00 | Grekland | 0 – 3   | USA                           | Pankritio Stadium, Heraklio               |                                           |
|  |                       |          | Rapport | Boxx 14′ Wambach 30′ Hamm 82′ | Publik: 15,757 Domare: Palqvist (Sverige) | Publik: 15,757 Domare: Palqvist (Sverige) |
|  |                       |          |         |                               | Publik: 15,757 Domare: Palqvist (Sverige) | Publik: 15,757 Domare: Palqvist (Sverige) |
|  |                       |          |         |                               | Publik: 15,757 Domare: Palqvist (Sverige) | Publik: 15,757 Domare: Palqvist (Sverige) |

|  | 14 augusti 2004 20:30 | Grekland | 0 – 1   | Australien   | Pankritio Stadium, Heraklio           |                                       |
|  |                       |          | Rapport | Garriock 27′ | Publik: 8,857 Domare: D'Coth (Indien) | Publik: 8,857 Domare: D'Coth (Indien) |
|  |                       |          |         |              | Publik: 8,857 Domare: D'Coth (Indien) | Publik: 8,857 Domare: D'Coth (Indien) |
|  |                       |          |         |              | Publik: 8,857 Domare: D'Coth (Indien) | Publik: 8,857 Domare: D'Coth (Indien) |

|  | 17 augusti 2004 20:30 | Grekland | 0 – 7   | Brasilien                                                                | Pampeloponnisiako Stadium, Patras     |                                       |
|  |                       |          | Rapport | Pretinha 21′ Cristiane 46′, 55′, 77′ Grazielle 49′ Marta 70′ Daniela 72′ | Publik: 7,214 Domare: Frai (Tyskland) | Publik: 7,214 Domare: Frai (Tyskland) |
|  |                       |          |         |                                                                          | Publik: 7,214 Domare: Frai (Tyskland) | Publik: 7,214 Domare: Frai (Tyskland) |
|  |                       |          |         |                                                                          | Publik: 7,214 Domare: Frai (Tyskland) | Publik: 7,214 Domare: Frai (Tyskland) |

## Friidrott
Herrar
Bana, maraton och gång
| Idrottare                                                                  | Gren              | Heat     | Heat      | Kvartsfinal      | Kvartsfinal      | Semifinal        | Semifinal        | Final            | Final            |
| Idrottare                                                                  | Gren              | Resultat | Placering | Resultat         | Placering        | Resultat         | Placering        | Resultat         | Placering        |
| -------------------------------------------------------------------------- | ----------------- | -------- | --------- | ---------------- | ---------------- | ---------------- | ---------------- | ---------------- | ---------------- |
| Hristoforos Hoidis                                                         | 100 meter         | DNS      | DNS       | Gick inte vidare | Gick inte vidare | Gick inte vidare | Gick inte vidare | Gick inte vidare | Gick inte vidare |
| Georgios Theodoridis                                                       | 100 meter         | 10.32    | 6 q       | 10.36            | 5                | Gick inte vidare | Gick inte vidare | Gick inte vidare | Gick inte vidare |
| Anastasios Gousis                                                          | 200 meter         | 20.44    | 2 Q       | 20.46            | 2 Q              | 20.68            | 5                | Gick inte vidare | Gick inte vidare |
| Panagiotis Sarris                                                          | 200 meter         | 20.67    | 3 Q       | 20.92            | 7                | Gick inte vidare | Gick inte vidare | Gick inte vidare | Gick inte vidare |
| Stilianos Dimotsios                                                        | 400 meter         | 46.51    | 7         | i.u.             | i.u.             | Gick inte vidare | Gick inte vidare | Gick inte vidare | Gick inte vidare |
| Panagiotis Stroubakos                                                      | 800 meter         | 1:47.69  | 7         | i.u.             | i.u.             | Gick inte vidare | Gick inte vidare | Gick inte vidare | Gick inte vidare |
| Periklis Iakovakis                                                         | 400 meter häck    | 48.69    | 2 Q       | i.u.             | i.u.             | 48.47            | 4                | Gick inte vidare | Gick inte vidare |
| Nikolaos Polias                                                            | Maraton           | i.u.     | i.u.      | i.u.             | i.u.             | i.u.             | i.u.             | 2:17:56          | 24               |
| Eleftherios Thanopoulos                                                    | 20 kilometer gång | i.u.     | i.u.      | i.u.             | i.u.             | i.u.             | i.u.             | 1:30:15          | 36               |
| Yeoryios Aryiropoulos                                                      | 50 kilometer gång | i.u.     | i.u.      | i.u.             | i.u.             | i.u.             | i.u.             | 4:17:25          | 39               |
| Spiridon Kastanis                                                          | 50 kilometer gång | i.u.     | i.u.      | i.u.             | i.u.             | i.u.             | i.u.             | DNF              | x                |
| Theodoros Stamatopoulos                                                    | 50 kilometer gång | i.u.     | i.u.      | i.u.             | i.u.             | i.u.             | i.u.             | DNF              | x                |
| Stilianos Dimotsios Anastasios Gousis Periklis Iakovakis Panagiotis Sarris | 4 x 400 meter     | 3:04.27  | 6         | i.u.             | i.u.             | i.u.             | i.u.             | Gick inte vidare | Gick inte vidare |

Fältgrenar och tiokamp
| Idrottare                | Gren           | Kval     | Kval      | Final            | Final            |
| Idrottare                | Gren           | Resultat | Placering | Resultat         | Placering        |
| ------------------------ | -------------- | -------- | --------- | ---------------- | ---------------- |
| Marios Evangelou         | Stavhopp       | 5.30     | =33       | Gick inte vidare | Gick inte vidare |
| Dimitrios Filindras      | Längdhopp      | 7.45     | 35        | Gick inte vidare | Gick inte vidare |
| Dimitrios Serelis        | Längdhopp      | NM       | x         | Gick inte vidare | Gick inte vidare |
| Louis Tsatoumas          | Längdhopp      | 7.81     | 22        | Gick inte vidare | Gick inte vidare |
| Hristos Meletoglou       | Tresteg        | 17.08    | 8 Q       | 17.13            | 6                |
| Savvas Panavoglou        | Diskuskastning | 58.47    | 22        | Gick inte vidare | Gick inte vidare |
| Alexandros Papadimitriou | Släggkastning  | 75.55    | 17        | Gick inte vidare | Gick inte vidare |

Herrar
Kombinerade grenar - Tiokamp
| Friidrottare          | Gren     | 100 m | LJ   | SP    | HJ   | 400 m | 110H  | DT    | PV   | JT    | 1500 m  | Final | Placering |
| --------------------- | -------- | ----- | ---- | ----- | ---- | ----- | ----- | ----- | ---- | ----- | ------- | ----- | --------- |
| Prodromos Korkizoglou | Resultat | 10.86 | 7.07 | 14.81 | 1.94 | 51.16 | 14.96 | 46.07 | 4.70 | 53.05 | 5:17.00 | 7573  | 26        |
| Prodromos Korkizoglou | Poäng    | 892   | 830  | 778   | 749  | 762   | 854   | 789   | 819  | 634   | 466     | 7573  | 26        |

Damer
Bana, maraton och gång
| Idrottare                                                            | Gren              | Heat     | Heat      | Kvartsfinal | Kvartsfinal | Semifinal        | Semifinal        | Final            | Final            |
| Idrottare                                                            | Gren              | Resultat | Placering | Resultat    | Placering   | Resultat         | Placering        | Resultat         | Placering        |
| -------------------------------------------------------------------- | ----------------- | -------- | --------- | ----------- | ----------- | ---------------- | ---------------- | ---------------- | ---------------- |
| Olga Kaidantzi                                                       | 200 meter         | 23.11    | 3 Q       | 23.15       | 3 Q         | 23.30            | 8                | Gick inte vidare | Gick inte vidare |
| Konstadina Efedaki                                                   | 1 500 meter       | 4:06.73  | 9 q       | i.u.        | i.u.        | 4:09.37          | 12               | Gick inte vidare | Gick inte vidare |
| Maria Protopappa                                                     | 5 000 meter       | 15:35.07 | 12        | i.u.        | i.u.        | i.u.             | i.u.             | Gick inte vidare | Gick inte vidare |
| Flora Redoumi                                                        | 100 meter häck    | 13.14    | 5         | i.u.        | i.u.        | Gick inte vidare | Gick inte vidare | Gick inte vidare | Gick inte vidare |
| Faní Halkiá                                                          | 400 meter häck    | 53.85    | 1 Q       | i.u.        | i.u.        | 52.77            | 1 Q              | 52.82            | 1                |
| Yeoryia Abatzidou                                                    | Maraton           | i.u.     | i.u.      | i.u.        | i.u.        | i.u.             | i.u.             | 2:50:01          | 50               |
| Hristina Kokotou                                                     | 20 kilometer gång | i.u.     | i.u.      | i.u.        | i.u.        | i.u.             | i.u.             | 1:35:43          | 31               |
| Athina Papayianni                                                    | 20 kilometer gång | i.u.     | i.u.      | i.u.        | i.u.        | i.u.             | i.u.             | 1:30:37          | 10               |
| Athanasia Tsoumeleka                                                 | 20 kilometer gång | i.u.     | i.u.      | i.u.        | i.u.        | i.u.             | i.u.             | 1:29.12          | 1                |
| Maria Karastamati Georgia Kokloni Effrosíni Patsoú Marina Vasarmidou | 4 x 100 meter     | 44.45    | 8         | i.u.        | i.u.        | i.u.             | i.u.             | Gick inte vidare | Gick inte vidare |
| Hariklia Bouda Dimitra Dova Hrisoula Goudenoudi Faní Halkiá          | 4 x 400 meter     | 3:26.70  | 2 Q       | i.u.        | i.u.        | i.u.             | i.u.             | 3:45.70          | 7                |

Fältgrenar och sjukamp
| Idrottare              | Gren           | Kval     | Kval      | Final            | Final            |
| Idrottare              | Gren           | Resultat | Placering | Resultat         | Placering        |
| ---------------------- | -------------- | -------- | --------- | ---------------- | ---------------- |
| Nikolia Mitropoulou    | Höjdhopp       | 1.85     | 31        | Gick inte vidare | Gick inte vidare |
| Afroditi Skafida       | Stavhopp       | NM       | x         | Gick inte vidare | Gick inte vidare |
| Yeoryia Tsiliggiri     | Stavhopp       | 4.30     | =18       | Gick inte vidare | Gick inte vidare |
| Ioanna Kafetzi         | Längdhopp      | 6.49     | 16        | Gick inte vidare | Gick inte vidare |
| Stiliani Pilatou       | Längdhopp      | 6.42     | 22        | Gick inte vidare | Gick inte vidare |
| Niki Xanthou           | Längdhopp      | 6.31     | 31        | Gick inte vidare | Gick inte vidare |
| Hrysopiyi Devetzi      | Tresteg        | 15.32 NR | 1 Q       | 15.25            | 2                |
| Athanasia Perra        | Tresteg        | 13.19    | 33        | Gick inte vidare | Gick inte vidare |
| Olga Vasdeki           | Tresteg        | 14.54    | 13 Q      | 14.34            | 11               |
| Kalliopi Ouzouni       | Kulstötning    | 18.03    | 12        | Gick inte vidare | Gick inte vidare |
| Irini Terzoglou        | Kulstötning    | 17.34    | 18        | Gick inte vidare | Gick inte vidare |
| Anastasia Kelesidou    | Diskuskastning | 64.13    | 4 Q       | 66.68            | 2                |
| Styliani Tsikouna      | Diskuskastning | 61.72    | 9 Q       | 59.48            | 11               |
| Ekaterini Voggoli      | Diskuskastning | 63.39    | 6 Q       | 62.37            | 8                |
| Stella Papadopoulou    | Släggkastning  | 61.61    | 40        | Gick inte vidare | Gick inte vidare |
| Alexandra Papageorgiou | Släggkastning  | 68.58    | 11 Q      | 66.83            | 12               |
| Evdokia Tsamoglou      | Släggkastning  | 62.76    | 36        | Gick inte vidare | Gick inte vidare |
| Savva Lika             | Spjutkastning  | 62.22    | 4 Q       | 60.91            | 9                |
| Mirela Manjani         | Spjutkastning  | 61.04    | 11 Q      | 64.29            | 3                |
| Angeliki Tsiolakoudi   | Spjutkastning  | 59.64    | 19        | Gick inte vidare | Gick inte vidare |

Kombinerade grenar – Sjukamp
| Idrottare       | Gren     | 100H  | HJ   | SP    | 200 m | LJ   | JT    | 800 m   | Final | Placering |
| --------------- | -------- | ----- | ---- | ----- | ----- | ---- | ----- | ------- | ----- | --------- |
| Argyro Strataki | Resultat | 13.65 | 1.79 | 13.52 | 24.57 | 5.97 | 43.87 | 2:17.90 | 6117  | 15        |
| Argyro Strataki | Poäng    | 1028  | 966  | 762   | 927   | 840  | 742   | 852     | 6117  | 15        |

## Fäktning
Herrar
| Georges Ambalof                                                         | Värja      | Nabil (EGY) L 6–15     | Gick inte vidare      | Gick inte vidare | Gick inte vidare | Gick inte vidare                      | Gick inte vidare             | Gick inte vidare |
| Marios Basmatzian                                                       | Sabel      | Nagara (JPN) L 8–15    | Gick inte vidare      | Gick inte vidare | Gick inte vidare | Gick inte vidare                      | Gick inte vidare             | Gick inte vidare |
| Jason Dourakos                                                          | Sabel      | Zhou (CHN) L 10–15     | Gick inte vidare      | Gick inte vidare | Gick inte vidare | Gick inte vidare                      | Gick inte vidare             | Gick inte vidare |
| Constantine Manetas                                                     | Sabel      | Bernaoui (ALG) W 15–10 | Montano (ITA) L 12–15 | Gick inte vidare | Gick inte vidare | Gick inte vidare                      | Gick inte vidare             | Gick inte vidare |
| Marios Basmatzian Jason Dourakos Dimitrios Kostakos Constantine Manetas | Sabel, lag | i.u.                   | i.u.                  | i.u.             | Ryssland L 22–45 | 5-8:e plats-semifinal Ukraina L 39–45 | 7:e plats-final Kina L 42–45 | 8                |

Damer
| Jeanne Hristou                                      | Värja    | BYE               | MacKay (CAN) W 15–13  | Logounova (RUS) W 15–10 | Flessel-Colovic (FRA) L 13–15 | Gick inte vidare                   | Gick inte vidare                 | Gick inte vidare |
| Dimitra Magkandaki                                  | Värja    | Beer (NZL) W 15–8 | Nisima (FRA) L 5–6    | Gick inte vidare        | Gick inte vidare              | Gick inte vidare                   | Gick inte vidare                 | Gick inte vidare |
| Niki Sidiropoulou                                   | Värja    | Ndong (SEN) W WO  | Bokel (GER) L 10–15   | Gick inte vidare        | Gick inte vidare              | Gick inte vidare                   | Gick inte vidare                 | Gick inte vidare |
| Jeanne Hristou Dimitra Magkandaki Niki Sidiropoulou | Lagvärja | i.u.              | i.u.                  | i.u.                    | Tyskland L 32–33              | 5-8:e plats-semifinal Kina L 18-29 | 7:e plats-final Sydkorea L 30-44 | 8                |
| Maria Rentoumi                                      | Florett  | i.u.              | Youcveva (RUS) L 4–15 | Gick inte vidare        | Gick inte vidare              | Gick inte vidare                   | Gick inte vidare                 | Gick inte vidare |

## Gymnastik

### Artistisk
Herrar
Mångkamp, ind.
| Idrottare            | Kval    | Kval    | Kval    | Kval    | Kval    | Kval    | Kval   | Kval      | Final            | Final            | Final            | Final            | Final            | Final            | Final            | Final            |
| Idrottare            | Redskap | Redskap | Redskap | Redskap | Redskap | Redskap | Totalt | Placering | Redskap          | Redskap          | Redskap          | Redskap          | Redskap          | Redskap          | Totalt           | Placering        |
| Idrottare            | F       | PH      | R       | V       | PB      | HB      | Totalt | Placering | F                | PH               | R                | V                | PB               | HB               | Totalt           | Placering        |
| -------------------- | ------- | ------- | ------- | ------- | ------- | ------- | ------ | --------- | ---------------- | ---------------- | ---------------- | ---------------- | ---------------- | ---------------- | ---------------- | ---------------- |
| Vlasios Maras        | 8.950   | 8.650   | 8.775   | 9.512   | 9.087   | 9.725   | 54.699 | 36        | Gick inte vidare | Gick inte vidare | Gick inte vidare | Gick inte vidare | Gick inte vidare | Gick inte vidare | Gick inte vidare | Gick inte vidare |
| Dimosthenis Tampakos | i.u.    | i.u.    | 9.850 Q | i.u.    | i.u.    | i.u.    | i.u.   | i.u.      | Gick inte vidare | Gick inte vidare | Gick inte vidare | Gick inte vidare | Gick inte vidare | Gick inte vidare | Gick inte vidare | Gick inte vidare |

Individuella finaler
| Gymnast              | Redskap | Poäng | Placering |
| -------------------- | ------- | ----- | --------- |
| Dimosthenis Tampakos | Ringar  | 9.862 | 1         |

Damer
Mångkamp, ind.
| Idrottare         | Kval    | Kval    | Kval    | Kval    | Kval   | Kval      | Final            | Final            | Final            | Final            | Final            | Final            |
| Idrottare         | Redskap | Redskap | Redskap | Redskap | Totalt | Placering | Redskap          | Redskap          | Redskap          | Redskap          | Totalt           | Placering        |
| Idrottare         | V       | UB      | BB      | F       | Totalt | Placering | V                | UB               | BB               | F                | Totalt           | Placering        |
| ----------------- | ------- | ------- | ------- | ------- | ------ | --------- | ---------------- | ---------------- | ---------------- | ---------------- | ---------------- | ---------------- |
| Maria Apostolidi  | 9.075   | 7.712   | 8.450   | 8.675   | 33.912 | 57        | Gick inte vidare | Gick inte vidare | Gick inte vidare | Gick inte vidare | Gick inte vidare | Gick inte vidare |
| Stefani Bismpikou | 9.100   | 9.387   | 9.337   | 8.662   | 36.486 | 24 Q      | 8.887            | 9.475            | 8.900            | 9.237            | 36.499           | 15               |

### Rytmisk
| Idrottare         | Gren         | Kval     | Kval   | Kval   | Kval   | Kval   | Kval      | Final            | Final            | Final            | Final            | Final            | Final            |
| Idrottare         | Gren         | Tunnband | Boll   | Käglor | Band   | Totalt | Placering | Tunnband         | Boll             | Käglor           | Band             | Totalt           | Placering        |
| ----------------- | ------------ | -------- | ------ | ------ | ------ | ------ | --------- | ---------------- | ---------------- | ---------------- | ---------------- | ---------------- | ---------------- |
| Eleni Andriola    | Individuellt | 24.850   | 25.350 | 24.500 | 24.900 | 99.600 | 6 Q       | 24.475           | 24.800           | 23.500           | 24.825           | 97.600           | 9                |
| Theodora Pallidou | Individuellt | 24.150   | 24.475 | 23.200 | 23.400 | 95.225 | 11        | Gick inte vidare | Gick inte vidare | Gick inte vidare | Gick inte vidare | Gick inte vidare | Gick inte vidare |

| Gymnaster                                                                                             | Gren   | Kval                | Kval    | Kval   | Kval      | Final               | Final   | Final  | Final     |
| Gymnaster                                                                                             | Gren   | Redskap             | Redskap | Totalt | Placering | Redskap             | Redskap | Totalt | Placering |
| Gymnaster                                                                                             | 5 band | 3 tunnband 2 bollar | 5 band  | Totalt | Placering | 3 tunnband 2 bollar |         | Totalt | Placering |
| --- | ------ | ------------------- | ------- | ------ | --------- | ------------------- | ------- | ------ | --------- |
| Ilektra Efthymiou Maria Kakiou Liana Khristidou Eleni Khronopoulou Varvara Magnisali Steriani Pantazi | Trupp  | 22.700              | 23.700  | 46.400 | 3 Q       | 22.600              | 23.925  | 46.525 | 5         |

### Trampolin
| Michail Pelivanidis | herrar | 25.90 | 36.70 | 62.60 | 12 | Gick inte vidare | Gick inte vidare |

## Handboll
Herrar
| Nr | Pos. | Namn                      | Födelsedatum (ålder)     | Klubb                   |
| -- | ---- | ------------------------- | ------------------------ | ----------------------- |
| 2  | VY   | Evangelos Voglis          | 17 december 1977 (26 år) | Djurgårdens IF          |
| 4  | HY   | Dimitrios Tzimourtos      | 10 februari 1981 (23 år) | Filippos AC Veria       |
| 6  | HB   | Alexandros Vasilakis      | 8 augusti 1979 (25 år)   | Wilhelmshavener HV      |
| 7  | VY   | Giorgos Zaravinas         | 13 juni 1976 (28 år)     | Panellinios             |
| 8  | VY   | Gregor Chatsatourian      | 19 april 1977 (27 år)    | Doukas                  |
| 9  | VB   | Spyros Balomenos          | 28 februari 1979 (25 år) | IF Guif Stockholm       |
| 10 | P    | Nikolaos Kokolodimitrakis | 7 april 1981 (23 år)     | Ionikos                 |
| 11 | MB   | Nikolaos Grammatikos      | 13 oktober 1969 (34 år)  | Panellinios             |
| 12 | MV   | Dimitrios Kaffatos        | 20 mars 1976 (28 år)     | Ionikos Nea Filadelphia |
| 13 | MB   | Sasa Zivoulovic           | 14 april 1972 (32 år)    | Doukas                  |
| 14 | VB   | Andreas Troupis           | 5 april 1973 (31 år)     | Panellinios             |
| 16 | MV   | Jiotsa Chrysopoulos       | 29 juli 1969 (35 år)     | Barakaldo UPV Bilbao    |
| 17 | P    | Giorgos Chalkidis         | 13 maj 1977 (27 år)      | Panellinios             |
| 19 | HB   | Alexis Alvanos            | 9 april 1980 (24 år)     | Panellinios             |
| 20 | HY   | Savvas Karypidis          | 23 maj 1979 (25 år)      | Filippos AC Veria       |

Gruppspel
| Lag       | Pld | W | D | L | GF  | GA  | GD  | Poäng |
| --------- | --- | - | - | - | --- | --- | --- | ----- |
| Frankrike | 5   | 5 | 0 | 0 | 135 | 108 | +27 | 10    |
| Ungern    | 5   | 4 | 0 | 1 | 132 | 124 | +8  | 8     |
| Tyskland  | 5   | 3 | 0 | 2 | 139 | 110 | +29 | 6     |
| Grekland  | 5   | 2 | 0 | 3 | 117 | 130 | –13 | 4     |
| Brasilien | 5   | 1 | 0 | 4 | 105 | 133 | –28 | 2     |
| Egypten   | 5   | 0 | 0 | 5 | 110 | 133 | –23 | 0     |

Slutspel
|  | Quarter-finals | Quarter-finals |          |          | Semi-finals        | Semi-finals        |  |  | Gold medal final | Gold medal final |
|  |                |                |          |          |                    |                    |  |  |                  |                  |
|  |                |                |          |          |                    |                    |  |  |                  |                  |
|  |                |                |          |          |                    |                    |  |  |                  |                  |
|  | Kroatien       | 33             |          |          |                    |                    |  |  |                  |                  |
|  | Kroatien       | 33             |          |          |                    |                    |  |  |                  |                  |
|  | Grekland       | 27             |          |          |                    |                    |  |  |                  |                  |
|  | Grekland       | 27             | Kroatien | 33       |                    |                    |  |  |                  |                  |
|  |                |                | Kroatien | 33       |                    |                    |  |  |                  |                  |
|  |                | Ungern         | 31       |          |                    |                    |  |  |                  |                  |
|  | Sydkorea       | Ungern         | 31       | 25       |                    |                    |  |  |                  |                  |
|  | Sydkorea       |                |          | 25       |                    |                    |  |  |                  |                  |
|  | Ungern         | 30             |          |          |                    |                    |  |  |                  |                  |
|  | Ungern         | 30             | Kroatien | 26       |                    |                    |  |  |                  |                  |
|  |                |                | Kroatien | 26       |                    |                    |  |  |                  |                  |
|  |                | Tyskland       | 24       |          |                    |                    |  |  |                  |                  |
|  | Tyskland       | Tyskland       | 24       | 32       |                    |                    |  |  |                  |                  |
|  | Tyskland       |                |          | 32       |                    |                    |  |  |                  |                  |
|  | Spanien        | 30             |          |          |                    |                    |  |  |                  |                  |
|  | Spanien        | 30             | Tyskland | 21       | Bronze medal final | Bronze medal final |  |  |                  |                  |
|  |                |                | Tyskland | 21       | Bronze medal final | Bronze medal final |  |  |                  |                  |
|  |                | Ryssland       | 15       |          |                    |                    |  |  |                  |                  |
|  | Frankrike      | Ryssland       | 15       | 24       | Ungern             | 26                 |  |  |                  |                  |
|  | Frankrike      |                |          | 24       | Ungern             | 26                 |  |  |                  |                  |
|  | Ryssland       | 26             |          | Ryssland | 28                 |                    |  |  |                  |                  |
|  | Ryssland       | 26             |          |          | 28                 |                    |  |  |                  |                  |
|  |                |                |          |          |                    |                    |  |  |                  |                  |
|  |                |                |          |          |                    |                    |  |  |                  |                  |

Damer
| Nr | Pos. | Namn                   | Födelsedatum (ålder)     | Klubb           |
| -- | ---- | ---------------------- | ------------------------ | --------------- |
| 2  | P    | Anna Psatha            | 8 februari 1975 (29 år)  | VfL Oldenburg   |
| 3  | P    | Eleni Poimenidou       | 4 juli 1980 (24 år)      | Ormi Patras     |
| 5  | VY   | Eleni Potari           | 25 augusti 1982 (21 år)  | Aris Nikeas     |
| 7  | VB   | Georgia Dorotheou      | 20 oktober 1980 (23 år)  | Aris Nikeas     |
| 8  | HY   | Panagoula Vemi         | 26 maj 1971 (33 år)      | Anagennisi Arta |
| 9  | VB   | Ioanna Fotiadou        | 22 november 1977 (26 år) | Anagennisi Arta |
| 10 | MB   | Vasiliki Skara         | 4 maj 1973 (31 år)       | Anagennisi Arta |
| 11 | VB   | Grigoria Gkolia        | 22 mars 1974 (30 år)     | VfL Oldenburg   |
| 12 | MV   | Elena Nikoli           | 12 maj 1982 (22 år)      | Ormi Patras     |
| 15 | VB   | Tatiana Sousa          | 16 februari 1975 (29 år) | OFN Ionias      |
| 16 | MV   | Eleftheria Mavrogeni   | 12 maj 1970 (34 år)      | Makedonikos     |
| 17 | HY   | Anastasia Patsiou      | 13 juni 1977 (27 år)     | TuS Weibern     |
| 18 | HB   | Michaela Michalopoulou | 20 april 1980 (24 år)    | Aris Nikeas     |
| 19 | MB   | Styliani Gioupi        | 6 februari 1978 (26 år)  | OFN Ionias      |
| 20 | VY   | Vicky Theodoridou      | 27 januari 1982 (22 år)  | LC Bruni        |

Gruppspel
| Lag       | Pld | W | L | D | GF  | GA  | Poäng |
| --------- | --- | - | - | - | --- | --- | ----- |
| Ukraina   | 4   | 4 | 0 | 0 | 99  | 82  | 8     |
| Ungern    | 4   | 3 | 1 | 0 | 118 | 93  | 6     |
| Kina      | 4   | 2 | 2 | 0 | 106 | 90  | 4     |
| Brasilien | 4   | 1 | 3 | 0 | 97  | 105 | 2     |
| Grekland  | 4   | 0 | 4 | 0 | 74  | 124 | 0     |

## Judo
Herrar
| Idrottare               | Gren                     | Sextondelsfinal                   | Åttondelsfinal           | Kvartsfinal                   | Semifinal                | Återkval                                                               | Final                           | Final            |
| Idrottare               | Gren                     | Motståndare Resultat              | Motståndare Resultat     | Motståndare Resultat          | Motståndare Resultat     | Motståndare Resultat                                                   | Motståndare Resultat            | Placering        |
| ----------------------- | ------------------------ | --------------------------------- | ------------------------ | ----------------------------- | ------------------------ | ---------------------------------------------------------------------- | ------------------------------- | ---------------- |
| Revazi Zintiridis       | Extra lättvikt (-60 kg)  | Zokirov (UZB) W 1011–0000         | Fallon (GBR) W 1010–0110 | Akhondzadeh (IRI) L 0021–1000 | Gick inte vidare         | Omgång 2 Cameroun (CMR) W 1000–0000 Omgång 3 Uematsu (ESP) L 0100–1000 | Gick inte vidare                | Gick inte vidare |
| Giorgi Vazagashvili     | Halv lättvikt (-66 kg)   | Dashdavaa (MGL) L 0010–0100       | Gick inte vidare         | Gick inte vidare              | Gick inte vidare         | Gick inte vidare                                                       | Gick inte vidare                | Gick inte vidare |
| Lavrentios Alexanidis   | Lättvikt (-73 kg)        | Makarov (RUS) L 0000–1000         | Gick inte vidare         | Gick inte vidare              | Gick inte vidare         | Omgång 1 Kevkhishvili (GEO) L 0001–1001                                | Gick inte vidare                | Gick inte vidare |
| Ilias Iliadis           | Halv mellanvikt (-81 kg) | Endicott-Davies (AUS) W 1002-0000 | Sganga (ARG) W WO        | Kwon (KOR) W 0001–0000        | Nossov (RUS) W 1010–0000 | i.u.                                                                   | Final Gontiuk (UKR) W 1110–0000 | 1                |
| Dionysios Iliadis       | Mellanvikt (-90 kg)      | Pereteyko (UZB) W 1000–0000       | Izumi (JPN) L 0010–1010  | Gick inte vidare              | Gick inte vidare         | Omgång 1 Kukharenka (BLR) L 0000–1021                                  | Gick inte vidare                | Gick inte vidare |
| Vassilios Iliadis       | Halv tungvikt (-100 kg)  | Jurack (GER) L 0000–1000          | Gick inte vidare         | Gick inte vidare              | Gick inte vidare         | Omgång 1 Despaigne (CUB) L 0010–1000                                   | Gick inte vidare                | Gick inte vidare |
| Charalampos Papaioannou | Tungvikt (+100 kg)       | Ruiz (VEN) W 1010–0000            | Suzuki (JPN) L 0001–1101 | Gick inte vidare              | Gick inte vidare         | Omgång 1 Tölzer (GER) L 0000–0200                                      | Gick inte vidare                | Gick inte vidare |

Damer
| Idrottare              | Gren                     | Sextondelsfinal      | Åttondelsfinal                | Kvartsfinal          | Semifinal            | Återkval                                                                                  | Final                                 | Final            |
| Idrottare              | Gren                     | Motståndare Resultat | Motståndare Resultat          | Motståndare Resultat | Motståndare Resultat | Motståndare Resultat                                                                      | Motståndare Resultat                  | Placering        |
| ---------------------- | ------------------------ | -------------------- | ----------------------------- | -------------------- | -------------------- | ----------------------------------------------------------------------------------------- | ------------------------------------- | ---------------- |
| Maria Karagiannopoulou | Extra lättvikt (-48 kg)  | BYE                  | Tani (JPN) L 0001–0220        | Gick inte vidare     | Gick inte vidare     | Omgång 1 BYE Omgång 2 Haddad (ALG) W 0101–0100 Omgång 3 Zemla-Krajewska (POL) W 1001–0000 | Bronsmatch Matijass (GER) L 0000–1000 | =5               |
| Maria Tselaridou       | Halv lättvikt (-52 kg)   | BYE                  | Imbriani (GER) L 0000–1002    | Gick inte vidare     | Gick inte vidare     | Gick inte vidare                                                                          | Gick inte vidare                      | Gick inte vidare |
| Ioulieta Boukouvala    | Lättvikt (-57 kg)        | BYE                  | Cox (GBR) L 0000–0001         | Gick inte vidare     | Gick inte vidare     | Gick inte vidare                                                                          | Gick inte vidare                      | Gick inte vidare |
| Eleni Tampasi          | Halv mellanvikt (-63 kg) | BYE                  | Vandecaveye (BEL) L 0000–1000 | Gick inte vidare     | Gick inte vidare     | Gick inte vidare                                                                          | Gick inte vidare                      | Gick inte vidare |
| Alexia Kourtelesi      | Mellanvikt (-70 kg)      | BYE                  | Copes (ARG) L 0000–1021       | Gick inte vidare     | Gick inte vidare     | Gick inte vidare                                                                          | Gick inte vidare                      | Gick inte vidare |
| Varvara Akiritidou     | Halv tungvikt (-78 kg)   | BYE                  | Matrosova (UKR) L 0000–1100   | Gick inte vidare     | Gick inte vidare     | Omgång 1 Lee (KOR) L 0000–1000                                                            | Gick inte vidare                      | Gick inte vidare |
| Eleni Patsiou          | Tungvikt (+78 kg)        | BYE                  | Bisséni (FRA) L 0000–1000     | Gick inte vidare     | Gick inte vidare     | Gick inte vidare                                                                          | Gick inte vidare                      | Gick inte vidare |

## Kanotsport
Slalom
| Maria Ferekidi       | Damernas K-1 slalom  | 250.28 | 17 | Gick inte vidare | Gick inte vidare | Gick inte vidare | Gick inte vidare | Gick inte vidare |
| Christos Tsakmakis   | Herrarnas C-1 slalom | 225.54 | 15 | Gick inte vidare | Gick inte vidare | Gick inte vidare | Gick inte vidare | Gick inte vidare |
| Alexandros Dimitriou | Herrarnas K-1 slalom | 236.21 | 24 | Gick inte vidare | Gick inte vidare | Gick inte vidare | Gick inte vidare | Gick inte vidare |

Sprint
| Athina-Theodora Alexopoulou | Damernas K-1 500 m   | 1:54.828 | 3 QS | 1:54.950         | 5                | Gick inte vidare | Gick inte vidare |                  |                  |
| Andreas Kilingaridis        | Herrarnas C-1 500 m  | 1:53.662 | 5 QS | 1:53.793         | 7                | Gick inte vidare | Gick inte vidare |                  |                  |
| Andreas Kilingaridis        | Herrarnas C-1 1000 m | 3:53.723 | 3 QS | 3:55.608         | 4                | Gick inte vidare | Gick inte vidare |                  |                  |
| Apostolos Papandreou        | Herrarnas K-1 500 m  | 1:44.217 | 5 QS | 1:46.627         | 8                | Gick inte vidare | Gick inte vidare | Gick inte vidare | Gick inte vidare |
| Apostolos Papandreou        | Herrarnas K-1 1000 m | 3:41.664 | 8    | Gick inte vidare | Gick inte vidare | Gick inte vidare | Gick inte vidare |                  |                  |

## Konstsim
| Idrottare | Gren                | Teknisk rutin | Teknisk rutin | Fri rutin (inledande) | Fri rutin (inledande)  | Fri rutin (inledande) | Fri rutin (final) | Fri rutin (final)      | Fri rutin (final) |
| Idrottare | Gren                | Poäng         | Placering     | Poäng                 | Totalt (teknisk + fri) | Placering             | Placering         | Totalt (teknisk + fri) | Placering         |
| --- | ------------------- | ------------- | ------------- | --------------------- | ---------------------- | --------------------- | ----------------- | ---------------------- | ----------------- |
| Eleftheria Ftouli, Christina Thalassinidou | Damernas duett      | 46.334        | 46.584        | 92.918                | 9 Q                    | 46.584                | 92.918            | 9                      |                   |
| Aglaia Anastasiou, Maria Christodoulou, Eleftheria Ftouli, Eleni Georgiou, Effrosyni Gouda, Apostolia Ioannou, Evgenia Koutsoudi, Olga Pelekanou | Damernas lagtävling | 46.250        | i.u.          | i.u.                  | 8                      | 46.500                | 92.750            | 8                      |                   |

## Modern femkamp
| Idrottare            | Gren              | Skytte   | Skytte | Fäktning | Fäktning | Simning  | Simning | Ridning | Ridning | Löpning  | Löpning | Totalpoäng | Placering |
| Idrottare            | Gren              | Resultat | Poäng  | Resultat | Poäng    | Resultat | Poäng   | Straff  | Poäng   | Resultat | Poäng   | Totalpoäng | Placering |
| -------------------- | ----------------- | -------- | ------ | -------- | -------- | -------- | ------- | ------- | ------- | -------- | ------- | ---------- | --------- |
| Vasileios Floros     | Herrarnas tävling | 174      | 1024   | 10-21    | 664      | 2:04,40  | 1308    | 100     | 1100    | 11:02,25 | 752     | 4848       | 28        |
| Katalin Beat Partits | Damernas tävling  | 176      | 1048   | 17-14    | 860      | 2:23,32  | 1252    | 168     | 1032    | 11:49,11 | 884     | 5028       | 16        |

## Ridsport

### Dressyr
| Idrottare        | Häst    | Gren                | Grand Prix | Grand Prix | Grand Prix Special | Grand Prix Special | Grand Prix Fristil | Grand Prix Fristil | Totalt           | Totalt           |
| Idrottare        | Häst    | Gren                | Poäng      | Placering  | Poäng              | Placering          | Poäng              | Placering          | Poäng            | Placering        |
| ---------------- | ------- | ------------------- | ---------- | ---------- | ------------------ | ------------------ | ------------------ | ------------------ | ---------------- | ---------------- |
| Gerta Lehmann    | Louis   | Individuell dressyr | 60,000     | 51         | Gick inte vidare   | Gick inte vidare   | Gick inte vidare   | Gick inte vidare   | Gick inte vidare | Gick inte vidare |
| Alexandra Sourla | Gregory | Individuell dressyr | 62,833     | 47         | Gick inte vidare   | Gick inte vidare   | Gick inte vidare   | Gick inte vidare   | Gick inte vidare | Gick inte vidare |

### Fälttävlan
| Ryttare            | Häst      | Gren                   | Dressyr | Dressyr   | Terräng | Terräng | Terräng   | Hoppning | Hoppning | Hoppning  | Hoppning         | Hoppning         | Hoppning         | Totalt | Totalt    |
| Ryttare            | Häst      | Gren                   | Dressyr | Dressyr   | Terräng | Terräng | Terräng   | Kval     | Kval     | Kval      | Final            | Final            | Final            | Totalt | Totalt    |
| Ryttare            | Häst      | Gren                   | Straff  | Placering | Straff  | Totalt  | Placering | Straff   | Totalt   | Placering | Straff           | Totalt           | Placering        | Straff | Placering |
| ------------------ | --------- | ---------------------- | ------- | --------- | ------- | ------- | --------- | -------- | -------- | --------- | ---------------- | ---------------- | ---------------- | ------ | --------- |
| Heidi Antikatzides | Mikaelmas | Individuell fälttävlan | 45,20   | =16       | 86,60   | 131,80  | 63        | 17,00    | 148,80   | 60        | Gick inte vidare | Gick inte vidare | Gick inte vidare | 148,80 | 60        |

### Hoppning
| Ryttare                                                                  | Häst             | Gren                  | Kval       | Kval       | Kval             | Kval             | Kval             | Kval             | Kval             | Kval             | Final            | Final            | Final            | Final            | Final            | Totalt           | Totalt           |                  |                  |
| Ryttare                                                                  | Häst             | Gren                  | Omgång 1   | Omgång 1   | Omgång 2         | Omgång 2         | Omgång 2         | Omgång 3         | Omgång 3         | Omgång 3         | Omgång A         | Omgång A         | Omgång B         | Omgång B         | Omgång B         | Totalt           | Totalt           |                  |                  |
| Ryttare                                                                  | Häst             | Gren                  | Straff     | Placering  | Straff           | Totalt           | Placering        | Straff           | Totalt           | Placering        | Straff           | Placering        | Straff           | Totalt           | Placering        | Straff           | Placering        |                  |                  |
| ------------------------------------------------------------------------ | ---------------- | --------------------- | ---------- | ---------- | ---------------- | ---------------- | ---------------- | ---------------- | ---------------- | ---------------- | ---------------- | ---------------- | ---------------- | ---------------- | ---------------- | ---------------- | ---------------- | ---------------- | ---------------- |
| Emmanouela Athanassiades                                                 | Rimini Z         | Individuell hoppning  | Eliminerad | Eliminerad | Gick inte vidare | Gick inte vidare | Gick inte vidare | Gick inte vidare | Gick inte vidare | Gick inte vidare | Gick inte vidare | Gick inte vidare | Gick inte vidare | Gick inte vidare | Gick inte vidare | Gick inte vidare | Gick inte vidare |                  |                  |
| Hannah Mytilinaiou                                                       | Santana 329      | Individuell hoppning  | 13         | =63        | 26               | 39               | 63 Q             | 26               | 65               | 60               | Gick inte vidare | Gick inte vidare | Gick inte vidare | Gick inte vidare | Gick inte vidare | Gick inte vidare | Gick inte vidare |                  |                  |
| Antonis Petris                                                           | Gredo la Daviere | Individuell hoppning  | 0          | =1         | 4                | 4                | =5 Q             | 8                | 12               | =13 Q            | 16               | =36              | Gick inte vidare | Gick inte vidare | Gick inte vidare | Gick inte vidare | Gick inte vidare | Gick inte vidare | Gick inte vidare |
| Danae Tsatsou                                                            | Roble Z          | Individuell hoppning  | 5          | =31        | 39               | 44               | 65               | Drog sig ur      | Drog sig ur      | Drog sig ur      | Gick inte vidare | Gick inte vidare | Gick inte vidare | Gick inte vidare | Gick inte vidare | Gick inte vidare | Gick inte vidare |                  |                  |
| Emmanouela Athanassiades Hannah Mytilinaiou Antonis Petris Danae Tsatsou | Se ovan          | Lagtävling i hoppning | i.u.       | i.u.       | i.u.             | i.u.             | i.u.             | i.u.             | i.u.             | i.u.             | 47               | 14               | Gick inte vidare | Gick inte vidare | Gick inte vidare | Gick inte vidare | Gick inte vidare |                  |                  |

## Rodd
Herrar
| Idrottare                               | Gren                    | Heat    | Heat      | Återkval | Återkval  | Semifinal | Semifinal | Final   | Final     | Final |
| Idrottare                               | Gren                    | Tid     | Placering | Tid      | Placering | Tid       | Placering | Tid     | Placering |       |
| --------------------------------------- | ----------------------- | ------- | --------- | -------- | --------- | --------- | --------- | ------- | --------- | ----- |
| Vasileios Polymeros Nikolaos Skiathitis | Lättvikts-dubbelsculler | 6:15,22 | 1 SA/B    | BYE      | BYE       | 6:17,12   | 2 FA      | 6:23,23 | 3         |       |

Damer
| Idrottare                          | Gren                    | Heat    | Heat      | Återkval | Återkval  | Semifinal | Semifinal | Final   | Final     | Final |
| Idrottare                          | Gren                    | Tid     | Placering | Tid      | Placering | Tid       | Placering | Tid     | Placering |       |
| ---------------------------------- | ----------------------- | ------- | --------- | -------- | --------- | --------- | --------- | ------- | --------- | ----- |
| Chrysi Biskitzi Maria Sakellaridou | Lättvikts-dubbelsculler | 7:05,52 | 4 R       | 7:04,98  | 3 SA/B    | 7:15,45   | 6 FB      | 7:48,42 | 12        |       |

## Segling
Herrar
| Seglare                                      | Gren      | Lopp | Lopp | Lopp | Lopp | Lopp | Lopp | Lopp | Lopp | Lopp | Lopp | Lopp | Summerad poäng | Finalplacering |
| Seglare                                      | Gren      | 1    | 2    | 3    | 4    | 5    | 6    | 7    | 8    | 9    | 10   | M*   | Summerad poäng | Finalplacering |
| -------------------------------------------- | --------- | ---- | ---- | ---- | ---- | ---- | ---- | ---- | ---- | ---- | ---- | ---- | -------------- | -------------- |
| Nikolaos Kaklamanakis                        | Mistral   | 1    | 4    | 4    | 14   | 6    | 13   | 2    | 3    | 5    | 4    | 10   | 52             | 2              |
| Aimilios Papathanasiou                       | Finnjolle | 1    | 5    | 17   | 13   | 15   | 6    | RDG  | 2    | 1    | 22   | 4    | 72.4           | 5              |
| Andreas Kosmatopoulos Konstantinos Trigkonis | 470       | 9    | 6    | 11   | 9    | 16   | 2    | 23   | 15   | 21   | 20   | OCS  | 132            | 18             |
| Georgios Kontogouris Leonidas Pelekanakis    | Starbåt   | 16   | 2    | 10   | 17   | 5    | 14   | 10   | 1    | 9    | 16   | 3    | 86             | 11             |

M = Medaljlopp; EL = Eliminerad – gick inte vidare till medaljloppet;
Damer
| Seglare                                                        | Gren        | Lopp | Lopp | Lopp | Lopp | Lopp | Lopp | Lopp | Lopp | Lopp | Lopp | Lopp | Summerad poäng | Finalplacering |
| Seglare                                                        | Gren        | 1    | 2    | 3    | 4    | 5    | 6    | 7    | 8    | 9    | 10   | M*   | Summerad poäng | Finalplacering |
| -------------------------------------------------------------- | ----------- | ---- | ---- | ---- | ---- | ---- | ---- | ---- | ---- | ---- | ---- | ---- | -------------- | -------------- |
| Athina Frai                                                    | Mistral     | 6    | 18   | 4    | 16   | 11   | 17   | 9    | 16   | 18   | OCS  | 8    | 123            | 15             |
| Virginia Kravarioti                                            | Europajolle | 15   | 21   | 5    | 14   | 2    | 12   | 15   | 9    | 16   | 3    | 3    | 94             | 9              |
| Sofia Bekatorou Emilia Tsoulfa                                 | 470         | 1    | 2    | 2    | 13   | 1    | 1    | 14   | 1    | 1    | 2    | DNS  | 38             | 1              |
| Eleni Dimitrakopoulou Aikaterini Giakomidou Efychia Mantzaraki | Yngling     | 12   | 6    | 8    | 4    | 6    | 6    | 16   | RDG  | 8    | 9    | OCS  | 86             | 11             |

M = Medaljlopp; EL = Eliminerad – gick inte vidare till medaljloppet;
Öppen
| Seglare                                   | Gren    | Lopp | Lopp | Lopp | Lopp | Lopp | Lopp | Lopp | Lopp | Lopp | Lopp | Lopp | Lopp | Lopp | Lopp | Lopp | Lopp | Summerad poäng | Finalplacering |
| Seglare                                   | Gren    | 1    | 2    | 3    | 4    | 5    | 6    | 7    | 8    | 9    | 10   | 11   | 12   | 13   | 14   | 15   | M*   | Summerad poäng | Finalplacering |
| ----------------------------------------- | ------- | ---- | ---- | ---- | ---- | ---- | ---- | ---- | ---- | ---- | ---- | ---- | ---- | ---- | ---- | ---- | ---- | -------------- | -------------- |
| Evangelos Cheimonas                       | Laser   | 12   | 24   | 36   | 15   | 7    | 17   | 20   | 2    | 6    | 16   | i.u. | i.u. | i.u. | i.u. | i.u. | 37   | 155            | 16             |
| Athanasios Pachoumas Vasileios Portosalte | 49er    | 15   | 12   | 8    | 14   | 15   | 13   | 14   | 18   | 8    | 17   | DSQ  | 12   | RDG  | 15   | 7    | OCS  | 181.4          | 17             |
| Christos Garefis Iordanis Paschalidis     | Tornado | 12   | 10   | 2    | 9    | 10   | 7    | 16   | 13   | 15   | 14   | i.u. | i.u. | i.u. | i.u. | i.u. | 3    | 95             | 12             |

M = Medaljlopp; EL = Eliminerad – gick inte vidare till medaljloppet;

## Simhopp
Herrar
| Idrottare                           | Gren             | Kval   | Kval      | Semifinal        | Semifinal        | Final            | Final            |
| Idrottare                           | Gren             | Poäng  | Placering | Poäng            | Placering        | Poäng            | Placering        |
| ----------------------------------- | ---------------- | ------ | --------- | ---------------- | ---------------- | ---------------- | ---------------- |
| Nikolaos Siranidis                  | 3 m              | 363,75 | 28        | Gick inte vidare | Gick inte vidare | Gick inte vidare | Gick inte vidare |
| Ioannis Gavriilidis                 | 10 m             | 395,34 | 22        | Gick inte vidare | Gick inte vidare | Gick inte vidare | Gick inte vidare |
| Sotirios Trakas                     | 10 m             | 361,56 | 26        | Gick inte vidare | Gick inte vidare | Gick inte vidare | Gick inte vidare |
| Thomas Bimis Nikolaos Siranidis     | 3 m parhoppning  | i.u.   | i.u.      | i.u.             | i.u.             | 353,34           | 1                |
| Ioannis Gavriilidis Sotirios Trakas | 10 m parhoppning | i.u.   | i.u.      | i.u.             | i.u.             | 331,44           | 7                |

Damer
| Idrottare                                 | Gren             | Kval   | Kval      | Semifinal        | Semifinal        | Final            | Final            |
| Idrottare                                 | Gren             | Poäng  | Placering | Poäng            | Placering        | Poäng            | Placering        |
| ----------------------------------------- | ---------------- | ------ | --------- | ---------------- | ---------------- | ---------------- | ---------------- |
| Diamantina Georgatou                      | 3 m              | 157,56 | 33        | Gick inte vidare | Gick inte vidare | Gick inte vidare | Gick inte vidare |
| Sotiria Koutsopetrou                      | 3 m              | 250,59 | 22        | Gick inte vidare | Gick inte vidare | Gick inte vidare | Gick inte vidare |
| Eftihia Pappa                             | 10 m             | 307,65 | 15 Q      | 463,89           | 17               | Gick inte vidare | Gick inte vidare |
| Diamantina Georgatou Sotiria Koutsopetrou | 3 m parhoppning  | i.u.   | i.u.      | i.u.             | i.u.             | 270,33           | 8                |
| Eftihia Pappa Florentia Sfakianou         | 10 m parhoppning | i.u.   | i.u.      | i.u.             | i.u.             | 272,40           | 8                |

## Softboll
| Lag              | Spelade | Vinster | Förloster | RF | RA | Pct   |
| ---------------- | ------- | ------- | --------- | -- | -- | ----- |
| USA              | 7       | 7       | 0         | 41 | 0  | 1,000 |
| Australien       | 7       | 6       | 1         | 22 | 14 | 0,857 |
| Japan            | 7       | 4       | 3         | 17 | 8  | 0,571 |
| Kina             | 7       | 3       | 4         | 15 | 20 | 0,429 |
| Kanada           | 7       | 3       | 4         | 6  | 14 | 0,429 |
| Kinesiska Taipei | 7       | 2       | 5         | 3  | 13 | 0,286 |
| Grekland         | 7       | 2       | 5         | 6  | 24 | 0,286 |
| Italien          | 7       | 1       | 6         | 8  | 24 | 0,143 |

## Taekwondo
| Idrottare             | Gren             | Åttondelsfinaler                | Kvartsfinaler        | Semifinaer           | Återkval             | Bronsmatch           | Final                | Final            |
| Idrottare             | Gren             | Motståndare Resultat            | Motståndare Resultat | Motståndare Resultat | Motståndare Resultat | Motståndare Resultat | Motståndare Resultat | Placering        |
| --------------------- | ---------------- | ------------------------------- | -------------------- | -------------------- | -------------------- | -------------------- | -------------------- | ---------------- |
| Michail Mouroutsos    | Herrarnas −58 kg | Sutthikunkarn (THA) W 5–2       | Bayoumi (EGY) L 2–8  | Gick inte vidare     | Gick inte vidare     | Gick inte vidare     | Gick inte vidare     | Gick inte vidare |
| Alexandros Nikolaidis | Herrarnas +80 kg | Rojas (VEN) W 7–3               | Zrouri (MAR) W 5–2   | Kamal (JOR) W 6–3    | Bye                  | Bye                  | Moon D-S (KOR) L KO  | 2                |
| Areti Athanasopoulou  | Damernas −57 kg  | Sukkhongdumnoen (THA) L 6–6 SUP | Gick inte vidare     | Gick inte vidare     | Gick inte vidare     | Gick inte vidare     | Gick inte vidare     | Gick inte vidare |
| Elisavet Mystakidou   | Damernas −67 kg  | Wihongi (NZL) W 4–0             | Juárez (GUA) W 6–4   | Rivero (PHI) W 3–2   | Bye                  | Bye                  | Luo W (CHN) L 6–7    | 2                |

## Tennis
| Spelare                                   | Gren       | Omgång 1                       | Omgång 2                           | Åttondelsfinaler         | Kvartsfinaler     | Semifinaler       | Final / BM        | Final / BM       |
| Spelare                                   | Gren       | Motståndare Poäng              | Motståndare Poäng                  | Motståndare Poäng        | Motståndare Poäng | Motståndare Poäng | Motståndare Poäng | Placering        |
| ----------------------------------------- | ---------- | ------------------------------ | ---------------------------------- | ------------------------ | ----------------- | ----------------- | ----------------- | ---------------- |
| Konstantinos Economidis                   | Herrsingel | González (CHI) L 6–7(2–7), 2–6 | Gick inte vidare                   | Gick inte vidare         | Gick inte vidare  | Gick inte vidare  | Gick inte vidare  | Gick inte vidare |
| Konstantinos Economidis Vasilis Mazarakis | Herrdubbel | i.u.                           | Damm / Suk (CZE) L 1–6, 3–6        | Gick inte vidare         | Gick inte vidare  | Gick inte vidare  | Gick inte vidare  | Gick inte vidare |
| Eleni Daniilidou                          | Damsingel  | Castaño (COL) W 6–2, 6–1       | Maleeva (BUL) W 2–6, 6–4, 6–4      | Myskina (RUS) L 5–7, 4–6 | Gick inte vidare  | Gick inte vidare  | Gick inte vidare  | Gick inte vidare |
| Eleni Daniilidou Christina Zachariadou    | Damdubbel  | i.u.                           | Mauresmo / Pierce (FRA) L 5–7, 1–6 | Gick inte vidare         | Gick inte vidare  | Gick inte vidare  | Gick inte vidare  | Gick inte vidare |

## Triathlon
| Triathlet          | Gren                | Simning (1,5 km) | Trans 1 | Cykling (40 km) | Trans 2         | Löpning (10 km) | Total tid       | Placering       |
| ------------------ | ------------------- | ---------------- | ------- | --------------- | --------------- | --------------- | --------------- | --------------- |
| Vassilis Krommidas | Herrarnas triathlon | 18:20            | 0:18    | Fullföljde inte | Fullföljde inte | Fullföljde inte | Fullföljde inte | Fullföljde inte |